# Olivier Heck
Olivier Heck (* 29. Juni 1966 in Pau, Département Pyrénées-Atlantiques) ist ein französischer Bogenschütze.
Heck nahm an den Olympischen Spielen 1988 in Seoul teil; er wurde im Einzel 19. und erreichte mit der französischen Mannschaft Rang 10.
Er startete für Ajaccio.